# 인크립트
인크립트(Encrypt)는 미국에서 제작된 오스카 L. 코스토 감독의 2003년 텔레비전 SF 영화이다. 그랜트 쇼 등이 주연으로 출연하였고 데릭 러퍼포트 등이 제작에 참여하였다.

## 출연

### 주연
- 그랜트 쇼
- 우쥔메이

### 조연
- 스티브 베이식
- 매튜 G. 테일러
- 나오미 게스킨
- 웨인 크레슨도 워드
- 아트 힌들
- 한나 로크너
- 빅키 파파브스
- 메어틴 오캐리건
- 캐롤린 고프
- 빌리 오티스
- 모리시오 로다스
- 제프 카셀
- 켈리 피딕
- 나단 호페
- 켄달 나이츠
- 테드 클락

## 제작진
- 의상: 루스 시코드
- 배역: 넬레크 프리벳